# Méta-Baron
Pour l’article homonyme, voir Méta-Baron (bande dessinée).
Le Méta-Baron est un personnage de fiction, créé par Alejandro Jodorowsky et Moebius. Il apparaît dans le cycle de L'Incal et a fait l’objet d’un cycle indépendant, La Caste des Méta-Barons. Chasseur de primes sans pitié, il est le plus grand guerrier de l’univers, et n’a jamais été vaincu au combat. Il est nommé Sans-Nom.

## Biographie fictive
Il est le dernier descendant de la famille des Castaka, dépositaires de la caste des Méta-Barons.
Il naît de son « père-mère » Aghora, sur la planète Jardin de Flos, au plein milieu d’un combat impitoyable entre Aghora et Zombra.  
Il réalise son premier exploit en tuant les sorcières du Shabda-Oud dans un duel de puissance mentale, alors qu’il n’est âgé que de quelques heures. 
Il subit ensuite l’initiation méta-baronnique, procurée par son père, à la fin de laquelle il doit le tuer lors d’un combat singulier, comme le veut la tradition. 
Il affronte ensuite son grand-père Tête d’Acier, qui s’est libéré de sa prison de cryogénisant.
Il affronte et vainc le Suprapou, avec l’aide de Tête d’Acier, et ce faisant, il sauve l’humanité.
Alors plein d’amertume sur sa condition de guerrier destructeur, il se réfugie dans un univers parallèle pour vivre dans la solitude. 

### Pouvoirs
Pouvoirs psychiques et mentaux.
Il dispose d’un méta-arsenal d’une puissance fabuleuse. Il peut sans difficulté exterminer des planètes entières en quelques minutes. 

### La caste des Méta-Barons
La lignée des Méta-Barons constitue une glorieuse caste guerrière, dont les exploits retentissent dans tous l’univers. Tour à tour gardiens de l’Empereur, mercenaires, aventuriers, les Méta-Barons sont la descendance d’Othon von Salza, quand il absorba l’âme du dernier de la lignée des Castaka. 
La caste est soumise à de nombreuses traditions implacables, qui en font les guerriers émérites qu’ils doivent être.
- L’initiation : les Méta-Barons suivent un code martial rigoureux, le Bushitaka, qui fait d’eux des guerriers accomplis, et qui les pousse à vaincre ou mourir.
- La résistance à la douleur : les Méta-Barons doivent résister à la douleur aussi bien physique que mentale, pour atteindre le statut de guerrier parfait.
- La mutilation : afin de tester cette résistance à la douleur, chaque Méta-Baron doit subir impassiblement une mutilation, qui le laisse amputé d’un membre.
- Les greffes de méta-prothèses : une fois l’épreuve de la mutilation passée avec succès, le méta-baron néophyte se fait greffer des membres bioniques armés, ce qui renforce encore sa puissance.
- Le duel contre le père : chaque Méta-Baron doit prouver qu’il est plus fort que son père en le tuant lors d’un combat singulier. Ce moment représente le pinacle de l’initiation d’un Méta-Baron. Ainsi, les Méta-Barons sont plus puissants et meurtriers à chaque génération.

### Équipement
La Méta-NefLe vaisseau spatial.
Le Méta-BunkerUne gigantesque forteresse spatiale, qui est la demeure du Méta-Baron.
TontoUn petit robot du Méta-Bunker qui accompagne et sert les Méta-Barons.

## Création du personnage

### À propos du nom
Dans La Maison des ancêtres, bonus à La Caste des Méta-Barons, Jodorowsky indique l’origine du nom du Méta-Baron : « méta » au sens d’au-delà, de suprême, et « baron » évoque un idéal aristocratique un peu désuet, un code d’honneur exigeant, le respect de valeurs perdues. Le Méta-Baron est un aristocrate qui va plus loin que tous les autres.

### Anecdote
La cicatrice au sourcil droit du Méta-Baron existe dès la première apparition du personnage en 1981, mais l’explication de cette blessure ne sera donnée que dans le huitième et dernier tome de La Caste des Méta-Baron, en 2003.

### Apparitions en bande dessinée
- Méta-Baron
- L'Incal
- La Caste des Méta-Barons
- Les Armes du Méta-Baron

## Produits dérivés

### Jeux de rôle
L'univers du Méta-Baron a fait l'objet d'une adaptation en jeu de rôle. 